# 阪神タイガースの歌
「阪神タイガースの歌」（はんしんタイガースのうた）、通称「六甲おろし」「六甲颪」（ろっこうおろし）は、日本野球機構（NPB）のセントラル・リーグに所属する阪神タイガースの球団歌である。作詞・佐藤惣之助、作曲・古関裕而。
1936年（昭和11年）に「大阪タイガースの歌」（おおさかタイガースのうた）の表題で発表された後、1961年（昭和36年）に球団名を「阪神タイガース」へ変更したことに伴い改題と歌詞の一部改訂が行われ、現在に至る。NPBの現存12球団における現行の楽曲としては最古、かつ戦前から歌い継がれている唯一の球団歌である。
変イ長調またはト長調。

## 概要
1936年（昭和11年）の日本職業野球連盟結成時から現在まで、タイガースの球団歌として歌い継がれている。「史上最古」もしくは「プロ野球初」のように紹介される場合も少なくないが、実際に日本のプロ野球チームで最古の球団歌は1920年（大正9年）から1924年（大正13年）まで活動した日本運動協会が1922年（大正11年）に作成した「日本運動協会野球歌」であり、日本職業野球連盟の結成時から現存する4球団（巨人、阪神、中日、オリックス）中では「大阪タイガースの歌」発表から6日前の1936年3月19日に中日の前身である名古屋軍の公式応援団発会式で初演奏が行われた「名古屋軍応援歌」が最初とされる。よって「プロ野球チームの球団歌」としては3番目となり、NPBの現存球団が制定したものでも「最初」とは言えないが、前2曲は現行でないのに加え楽譜が散逸しているため「現存する最古の球団歌」が「阪神タイガースの歌」であることに変わりはない。
NPBの現行12チームの球団歌としては群を抜く知名度で、野球協約上の保護地域である兵庫県はもとより近畿地方全域で幅広く愛唱されて来たが1985年（昭和60年）の優勝・日本シリーズ制覇以降は全国的に知れ渡るようになり、古関裕而が作曲したスポーツ音楽としては「紺碧の空」や「栄冠は君に輝く」「オリンピック・マーチ」などと並ぶ代表作の1曲に挙げられている。2020年（令和2年）に福島民報社が企画したベスト・アルバム『あなたが選んだ古関メロディーベスト30』（COCP-41121〜41122）の人気投票では6位にランクインし、巨人の現行（3代目）球団歌「闘魂こめて」（21位、1963年）や中日の旧「ドラゴンズの歌」（14位、1950年）を抑えプロ野球の球団歌としては最高位となった。巨人OBで2003年（平成15年）の日本シリーズにおいてはダイエー（現：ソフトバンク）の監督として阪神と対戦した王貞治は「『六甲おろし』はリズム感があって良い歌なんだ。相手の応援歌なんだけど、実はこっちも励まされていた」「古関さんの応援歌はスポーツをしている人を元気づけようという思いがあふれているからね」と評している。
古関は上記の3曲以外に「大阪タイガースの歌」の発表から3年後となる1939年（昭和14年）に制定された巨人の初代球団歌「野球の王者」、また2リーグ分裂初年となる1950年（昭和25年）には旧「ドラゴンズの歌」の他にパシフィック・リーグ初代連盟歌「おおわがパシフィック」、東急→東映フライヤーズ球団歌「フライヤーズの歌」、さらに時期は不詳（1949年 - 1956年の間）ながら大映スターズの球団歌（作詞者不明）を作曲している。

## 歌詞
歌詞は1992年（平成4年）12月31日に著作権の保護期間を満了し、パブリックドメインとなっている。旋律は日本コロムビアの管理楽曲となっており、演奏に際しては専属開放申請が必要である。
| 作詞：佐藤惣之助（左） / 作曲：古関裕而（右） |  | 作詞：佐藤惣之助（左） / 作曲：古関裕而（右） |
| 作詞：佐藤惣之助（左） / 作曲：古関裕而（右） |  |                                               |

現行の歌詞に至るまでの作詞には紆余曲折があり、そのうちの初稿版は藍川由美が『「栄冠は君に輝く」〜古関裕而 作品集』（CMCD-28023）のトラック7で歌っている。
1961年（昭和36年）、タイガースの親会社である阪神電気鉄道は甲子園球場が所在する西宮市を含む兵庫県南東部の阪神間（大阪市と神戸市の間）における地域密着志向を打ち出し、球団名を「大阪タイガース」から「阪神タイガース」に変更した。合わせて球団歌も「阪神タイガースの歌」へと改題され、この時に原詞の「オウ オウ オウオウ 大阪タイガース」の部分も「阪神タイガース」へ改訂されたが、作曲者の古関は後年に「オウから大阪へ移っていく箇所の言葉の響き、語感の盛り上がりからいえば、以前のものの方により以上の懐かしさを感じる」と原詞を惜しむ旨の発言を残しており、サンケイスポーツの取材に対しても「最後のリフレインで、『オウ オウ オウ オウ オーサカ・タイガース』と歌うのが韻を踏んでいて良かった」と述べている。
正式な歌詞ではないが、甲子園球場では前奏が流れるのに合わせて「強い 強い 阪神タイガース」と歌うファンが多い。

## 沿革

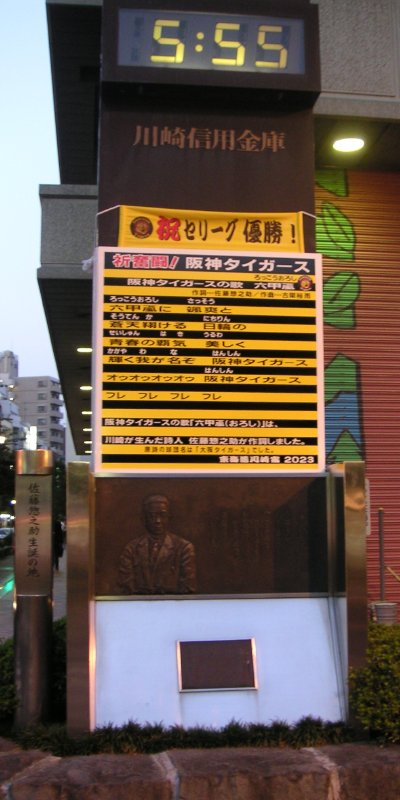
川崎信用金庫本店前の歌詞ボード（神奈川県川崎市）

### 作成経緯

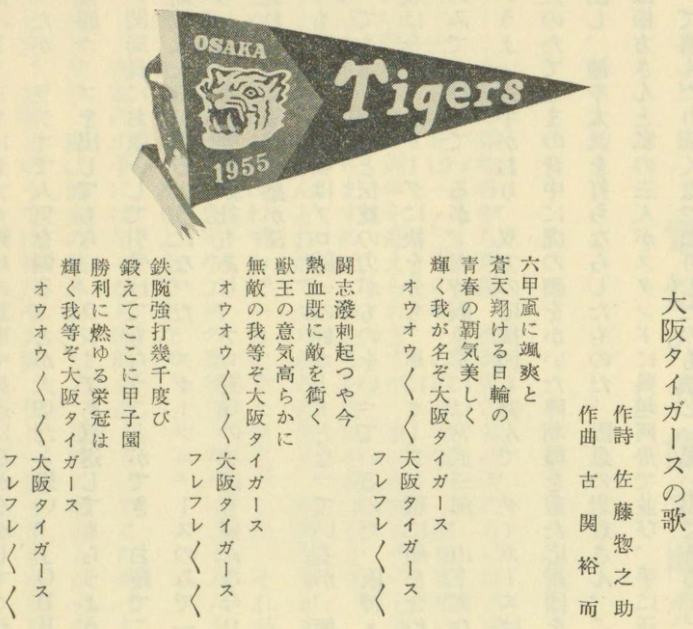
大阪タイガースの歌
(1955年刊『輸送奉仕の五十年』阪神電鉄 臨時社史編纂室編）

1935年（昭和10年）末の球団発足後にオーナー企業の阪神電気鉄道社内で球団名の案を募集し、「タイガース」に決定したことが翌1936年（昭和11年）1月10日に発表された。球団名決定と合わせ、昭和初期に社会人野球の強豪として名を馳せたコロムビア野球部に所属していた若林忠志の入団発表も行われたが、若林の母校であるハワイのマッキンレー・ハイスクールが虎を意匠に取り入れていたことから同校の先輩で法政大学のアメリカンフットボール部創設に尽力した保科進に依頼し、母校のものをベースにした虎が吼える図案の提供を受けた。この図案は同年3月25日に甲子園ホテルで関西在住の各界名士らを招いて行われた球団の激励会でプログラムに印刷され、阪神電鉄社員でデザイナーの早川源一による補正を経て変わらず使用され続けている。この時のプログラムに虎の意匠や監督・選手の布陣と合わせて印刷されたのが、後々まで「六甲おろし」の通称で親しまれ続ける「大阪タイガースの歌」全3番の歌詞であった。

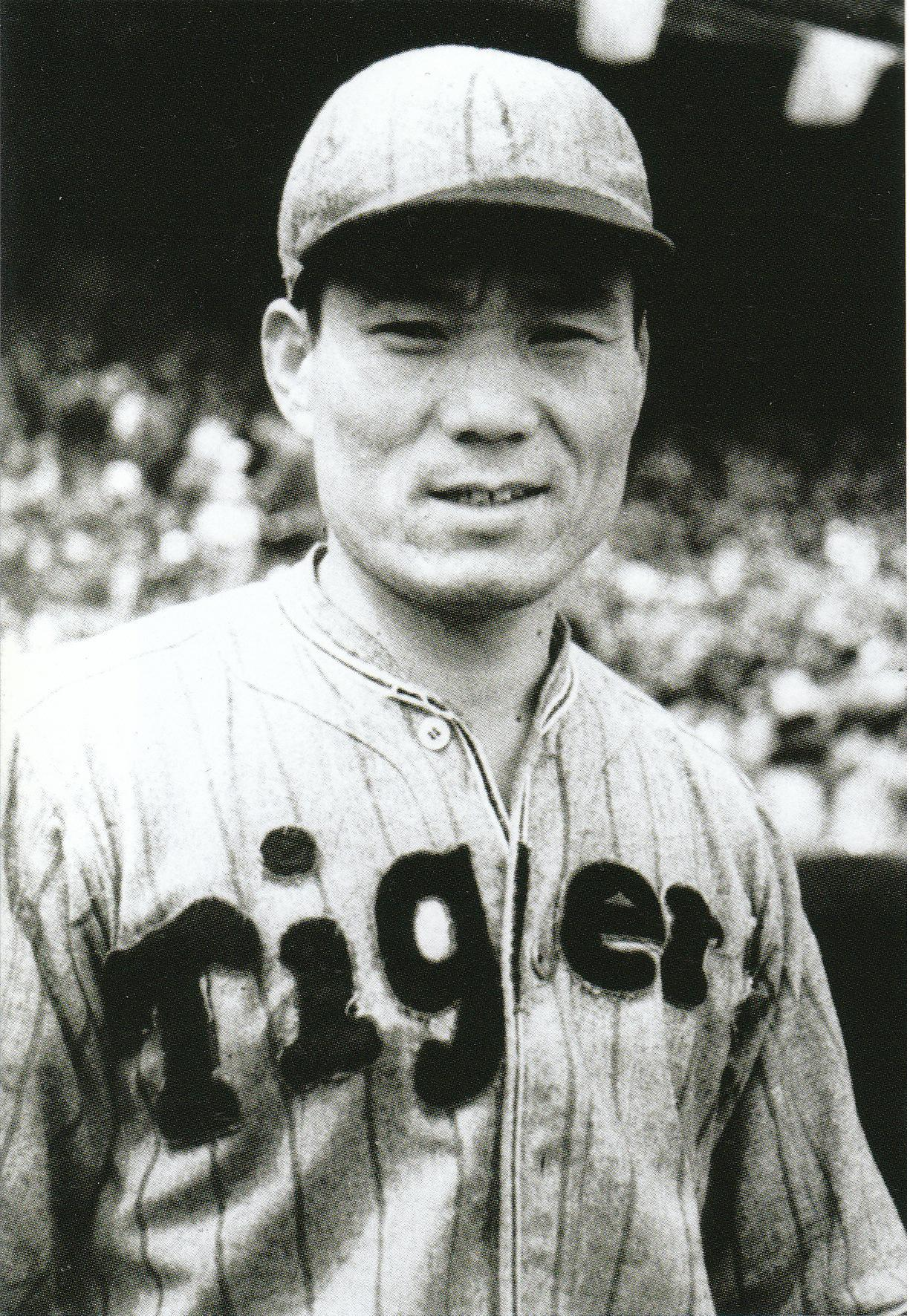
若林忠志。コロムビア社員時代の人脈を生かし、佐藤と古関に球団歌作成を依頼したとみられる。

若林は日本コロムビア（株式会社日本蓄音機商会）の野球部で活動する傍ら、社員として営業部に属していた人脈を生かし「赤城の子守唄」でヒットメーカーの仲間入りを果たしていた詩人の佐藤惣之助に作詞を、またコロムビア専属で早稲田大学の応援歌「紺碧の空」や読売新聞社の主催事業として1934年（昭和9年）に行われた日米野球のテーマ曲「日米野球行進曲」などスポーツ音楽の分野で定評を確立しつつあった古関裕而に作曲をそれぞれ依頼したとみられている。2020年（令和2年）6月22日にNHKで放送された『エール』（古関がモデルの「古山裕一」を主人公に設定した連続テレビ小説）第61話では、「大阪タイガースからの依頼で球団歌を作曲した」という古関の実話がストーリーに盛り込まれた関係で、阪神OBの掛布雅之がタイガースの幹部役で「大阪タイガースの歌」を熱唱するシーンが流れた。
佐藤は神奈川県、古関は福島県出身で両名ともタイガースが本拠とする関西と地縁のある人物ではなく、井上章一はプロ野球のシーズンが開催される夏に吹くのは殆どが浜風であることを踏まえ「佐藤は、阪神地方の気候について詳しくなかったのだろう」と指摘しているが、1930年代の職業野球草創期には大学野球に近い年2シーズン制が採り入れられており、優勝チーム同士で行われる年間優勝決定戦が12月初め頃に開催されたため、シーズンを戦い抜いたチームを讃える歌詞としては適当であったと言える。なお佐藤は「大阪タイガースの歌」を作詞する10年余り前の秋、すなわち六甲山地から南東に向かって六甲颪が吹き降ろす時期に阪神間を訪れ、甲子園球場から北東へ10km弱とほど近い兵庫県川辺郡伊丹町（現在の伊丹市）の墨染寺にある江戸時代の俳人・上島鬼貫の墓に花を手向けたことを1924年（大正13年）刊行の詩集『水を歩みて』で記している。
激励会の参加者には、記念品として奥山貞吉の編曲でA面に中野忠晴とコロムビア合唱団が歌う「大阪タイガースの歌」、B面にコロムビア管弦楽団演奏で一部にA面曲と共通の旋律を用いたインストゥルメンタル「大阪タイガース行進曲」を収録したSP盤（A-305）が贈呈された。このレコードはコロムビアに製造を委託したプライベート盤のため一般流通はしておらず、製造枚数は200〜300枚と推定される。コロムビアはもとより阪神球団の事務所やNHK大阪放送局、在阪ラジオ各局も所蔵していなかったため、長らく“幻の1枚”として扱われて来たが、1999年（平成11年）にレコード・コレクターの個人所蔵盤が地元紙の神戸新聞で紹介された。2003年（平成15年）にはコレクターからの提供を受けてアルバム『阪神タイガース 選手別応援歌 2003』（COCP-32157）への収録で復刻・CD音源化が実現し、2000年代後半からは『野球ソングス 大定番と貴重盤』（COCP-36066）など各種のコンピレーション・アルバムや『国民的作曲家 古関裕而全集』（COZP-375〜381）のディスク5を始めとする古関裕而作品のベスト・アルバムでも採録されるようになっている。

### 歌唱史
前述の通り1936年（昭和11年）の中野忠晴による創唱を吹き込んだSP盤は一般流通しなかったため、1リーグ時代から2リーグ分裂後の1960年代までは阪神ファンの間でもそれほど広く愛唱されていた訳ではなかった。

#### 1リーグ時代
球団草創期は中学野球や大学野球、その中でも特に六大学野球の方が人気が高く職業野球は一段低く見られていたため、鉄道会社や新聞社を母体とするプロ球団の応援を担ったのは社会人野球の延長線上でオーナー企業の社員により組織された応援団であった。阪神電鉄では9月12日に甲子園庭球会館で「大阪タイガース後援会」を組織しており、100～200名の会員が現在で言うファンミーティングを行ったり選手と机を並べてカレーライスを食べるなどの親睦行事を開催した後に「大阪タイガースの歌」を斉唱していたという。また、地元で競合関係にあった阪急軍とリーグ戦外で甲子園と宝塚球場を会場とする「阪急軍・タイガース定期野球戦」を開催したが、1936年9月14日付の関西中央新聞では宝塚球場においてタイガース応援団が「大阪タイガースの歌」、阪急野球団後援会が「阪急職業野球団応援歌」を互いにスタンドから熱唱する応援合戦のヒートアップぶりを報じている。

#### 「阪神」への改題と普及
コロムビアでは1961年（昭和36年）の球団名変更に合わせて若山彰とコロムビア合唱団による新録のカバー（PRE-1133）を製作し、このカバー盤が甲子園球場での阪神戦開催時に演奏されるようになったが、朝日放送（ABC）アナウンサーの中村鋭一が球場へ通い詰めて歌を覚え1971年（昭和46年）以降のプロ野球シーズンで阪神が公式戦で勝利した翌朝にABCラジオの生ワイド番組『おはようパーソナリティ中村鋭一です』で歌唱するようになった。同番組が近畿広域圏で高い聴取率を獲得したこと相まって1970年代半ばには多くのファンから歌の存在が認知されるようになり、この伝統は後継番組（『おはようパーソナリティ道上洋三です』→『おはようパーソナリティ小縣裕介です』『おはようパーソナリティ古川昌希です』）へ引き継がれている。広く知られる通称の「六甲おろし」も、中村が歌い出しの部分から考案したとされる。1972年（昭和47年）にはテイチクレコードが中村の歌唱によるカバー盤（初回盤A-89、再発盤RS-96）を発売し、1974年（昭和49年）に10万枚以上のヒットを記録、1991年（平成3年）にはCDシングル（TEDA-15278）でも再発されている。その一方で、『おはようパーソナリティ』の歴代パーソナリティのうち、道上と小縣は原曲の歌詞に存在しない（自身やリスナーの創作による）「4番」や「5番」まで生放送中に歌い上げることがある。

#### 立川清登のカバー
1980年（昭和55年）にはビクター音楽産業（のちJVCケンウッド・ビクターエンタテインメント）が立川清登の歌唱で“球団公認盤”と銘打って変イ長調、小沢直与志の編曲によるシングル盤（17VP-2071）を発売し、このバージョンが球場で流されるようになった。21年ぶりのリーグ優勝と球団史上初の日本シリーズ制覇を達成した1985年（昭和60年）には関西のみならず全国的なフィーバーで古関の代表曲としても知れ渡るようになり、1992年（平成4年）には「六甲おろし 阪神タイガースの歌」の表題でシングルCD（VIDG-10007）として再発されてファンの間で“正調”の扱いを受けてきたが、1999年（平成11年）に廃盤となった。その後、ファンの待望の声に応えて2005年（平成17年）にビクターから期間限定で発売されたコンピレーション・アルバム『大阪ソウルバラード2005』（VICL-61769）に収録され、2015年（平成27年）には立川のベスト盤『愛唱歌をどうぞ』（VICL-70153）のボーナス・トラックとなっている。
2023年（令和5年）には5月から阪神が首位を独走し、18年ぶりの優勝への期待が高まっていた中で立川版が配信限定シングルとしてリリースされた。

#### 1990年代以降
球場で立川の歌が使われなくなってからは、1992年（平成4年）にコロムビアが発売したCDアルバム『'92阪神タイガース選手別応援歌ヒッティング・マーチ集』（COCA-10157）に収録された唐渡吉則歌唱のバージョンが代用された。このバージョンでは、"正調"のメロディーに歌謡曲風（ト長調）のアレンジを施すことによって、行進曲風の調子が和らげられていた。もっとも、阪神球団から主催試合におけるテレビ・ラジオの中継権を与えられていた放送局のうちの1局（当時はテレビとラジオの兼営局だった毎日放送）が制作に関わっていたため、球場内では伴奏だけを収録したカラオケ音源を流している。なお、阪神甲子園球場では、球団のマスコットであるトラッキーのアニメーションとともに、歌詞がスコアボードに映される。ソフトバンク、日本ハム、ロッテ、および阪神を除くセ・リーグ5球団のビジターゲームにおいて7回攻撃前に流れる「六甲おろし」は、これまで通り前述の唐渡の歌唱バージョンが流れている。
「六甲おろし」の歌唱音源は、朝日放送テレビが製作に関与している阪神球団の公式ドキュメンタリー映画でも使用。上映する映画館の一部では、上映中に流れる「六甲おろし」に合わせた観客の歌唱を、「応援上映」と称する上映回に限って特別に認めている。ちなみに、2020年（令和2年）2月14日から2週間限定で公開された球団創設85周年記念映画『阪神タイガース THE MOVIE 〜猛虎神話集〜』（製作：『TIGERS THE MOVIE』製作委員会、配給：KADOKAWA）では、2017年（平成29年）に87歳で永眠した中村が生前に歌唱したバージョンの音源を使用。その一方で、阪神タイガースの18年振りセントラル・リーグ優勝を受けて2023年（令和5年）12月15日から日本各地の映画館で公開されている『阪神タイガース THE MOVIE2023 〜栄光のARE〜』（制作：ベスティ／G・G 、配給：ティ・ジョイ）では、唐渡による歌唱音源を流している。

## アーティスト
肩書・所属はいずれも最初の収録時点。
「大阪タイガースの歌」として
- 中野忠晴（コロムビア） - 1936年（昭和11年）。創唱盤、福島市古関裕而記念館に所蔵あり[16]。
- 田中実（エコー社、ソノシート） - 昭和30年代前半（推定）。「大阪タイガース行進曲」も収録[31]。

「阪神タイガースの歌」改題後
- 若山彰（コロムビア） - 1961年（昭和36年）[22]。改題後初録音。1971年（昭和46年）にも再発[22]。
- 中村鋭一（テイチク） - 1972年（昭和47年）。朝日放送アナウンサー
- 立川清登（ビクター） - 1980年（昭和55年）
- 植草貞夫（コロムビア） - 1983年（昭和58年）。朝日放送アナウンサー
- 道上洋三（ソニー） - 1985年（昭和60年）。朝日放送アナウンサー
  - おはようパーソナリティ道上洋三です30周年記念CDアルバム『新しい朝』に『1万人の六甲おろし』（道上洋三+ABCオールスターズ&1万2千人のリスナー）と『六甲おろし〜1985年（昭和60年）Ver.〜』（道上洋三）が収録されている。2000年（平成12年）には大友直人指揮ジャパン・ヴィルトーゾ・オーケストラによるオーケストラ・バージョンが発売されている。
- 唐渡吉則（コロムビア） - 1992年（平成4年）。スポーツコメンテーター
  - CDアルバム『'92年阪神タイガース選手別応援歌ヒッティング・マーチ集』にはじめて収録[注 14]。翌1993年（平成5年）には、CDシングル『六甲おろし』が発売。

- トーマス・オマリー（ポリスター） - 1994年（平成6年）。阪神タイガースの現役選手（内野手）
  - 「オマリーの六甲おろし」というタイトルで、『オマリーのダイナミック・イングリッシュ 〜オマリーの六甲おろし〜』に原曲と英語バージョンを収録。1994年のゴールドディスクを受賞した一方で、オマリーが歌唱中に常軌を逸するほどの音程を露呈したことから、引退後の現在に至るまで「伝説の六甲おろし」と呼ばれている。
  - 元々は「オマリーのダイナミックイングリッシュ」（『毎日放送ダイナミックナイター』での阪神戦ラジオ中継内のミニ企画）から派生した企画CDで、レコーディングには同局本社（大阪市北区）7階のスタジオを使用。2014年（平成26年）9月には、『オマリーのダイナミック・イングリッシュ』の復刻盤（デジタル・リマスター盤）が発売された[32]。
- 応援団 - 1998年（平成10年）、『'98阪神タイガース選手別応援歌』に「六甲おろし（応援団バージョン）」として収録（以降、『阪神タイガース選手別応援歌』シリーズにおいて『阪神タイガース選手別応援歌2003』（最終版）まで、常に収録されていた）。テツワン探偵ロボタック（テレビ朝日）にトラボルトの登場曲として使用。
- 若虎吹奏楽団 - 1998年（平成10年）、『'98阪神タイガース選手別応援歌』に収録。演奏のみ
- GELUGUGU - 2001年（平成13年）、『I LOVE SKA PUNK』に収録。スカコアバージョン
- 快音団 - 2003年（平成15年）。パンク・ロックバージョン
  - 当初はアルバム『人生苦もありゃ、野球が有るさ』に収録された。シングルカットの要望が殺到したため「六甲おろし パンク６連発!連虎バージョン」として発売。シングル版では川藤幸三が合いの手を担当している[33]。
- 魁!ジョッパーズ - 2003年（平成15年）。J-POPバージョン
- よしもと大阪ねえちゃんズ（Y. O. N.） - 2003年（平成15年）、『大阪チャン・チャカ・リン』に収録。吉本興業に所属する女性漫才師3人によるグループ
- イエロー・ガールズ - 2003年（平成15年）。イエローキャブに所属するタレント9名によるグループ
- 沢田研二 - 2003年（平成15年）。パンク・ロックバージョン
  - 「ROCK黄WIND」というタイトルで『明日は晴れる』に収録。「ROCK黄WIND」は、原曲のタイトルに阪神のチームカラー（黄色）やロック（ROCK）を重ねていて、「ロック・オー・ウインド」と読ませる。
- オーケストラ・アンサンブル金沢 - 2003年（平成15年）。オーケストラバージョン
- SNUFF - 2003年（平成15年）。パンク・ロックバージョン
- 藍川由美 - 2004年（平成16年）、『栄冠は君に輝く〜古関裕而作品集』に収録。初稿版、ピアノ伴奏版、現行版の3バージョンを収録
- 冠二郎 - 2008年（平成20年）、シングル『浪花酔虎伝』のカップリングに収録
- サンプラザ中野くん - 2010年（平成22年）。両A面シングル『野球狂〜拝啓タイガース様〜/六甲おろし』に収録。
- 出光仁美 - 2013年（平成25年）、自身の楽曲「六甲の女」の1番と2番の間に「阪神タイガースの歌」の1番を挿入した「六甲の女〜スペシャルバージョン〜」を出光仁美&ビューティーこくぶのシングル『さよならから』のカップリングに収録。
- たこやきレインボー - 2013年（平成25年）、「六甲たこおろし」として『オーバー・ザ・たこやきレインボー』に収録。
- BORO（アイビーレコード） - 2015年（平成27年）、『大阪で生まれた歌』収録、2016年にシングルカット。
- 水樹奈々 - 後述の「みんなで六甲おろし」とは別に、2016年（平成28年）に開催された甲子園球場でのコンサートにおいて、サックスによる吹奏を行っている。『NANA MIZUKI LIVE PARK×MTV Unplugged: Nana Mizuki』に収録。

### みんなで六甲おろし
甲子園球場や京セラドーム大阪の阪神主催試合で、2016年からスコアボードに流される「六甲おろし」の映像は、「みんなで六甲おろし」と銘打って、阪神ファンの各界著名人がリレー方式で歌っているように編集されている。
2016年には、西川貴教（歌手）がメインボーカルを務めた映像を、レギュラーシーズンの開幕戦（3月25日に京セラドーム大阪で催された対中日ドラゴンズ戦）から第1弾として使用。6月28日の対横浜DeNAベイスターズ戦（甲子園）からは、Char（ギタリスト）がリードギターを演奏したバージョンと水樹奈々（声優・歌手）がメインボーカルを務めたバージョンを追加するとともに、前述の第1弾と合わせて3つのバージョンをシーズン終了までランダムで使用した。
2019年には、阪神ファンの著名人に加えて、在阪民放テレビ局およびサンテレビジョンのアナウンサーや情報番組への出演者（いずれも当時）も参加。2018年版までと違ってメインボーカルを置かず、出演者全員が歌唱する映像を放送局単位のリレー方式で組み合わせていた。また、女性陣のみで構成される「TORACOバージョン」も製作。「TORACO DAY」と銘打った5月11日の対中日戦（甲子園）限定で流された。
阪神球団の創立85周年に当たる2020年（令和2年）には、「阪神ファンのミュージシャンが『タイガースバンド』を結成した」という設定で、5人のミュージシャンが85周年記念仕様のレプリカユニフォームを身にまといながら「85th　Special　Edition六甲おろし」を演奏した映像を制作。以上の設定によって復活したリードボーカルに、水樹と岡崎体育（シンガーソングライター）が起用された。この年は、新型コロナウイルス感染拡大の影響でNPBレギュラーシーズンの開幕が当初の予定から約3ヶ月遅れたことを背景に、甲子園球場でのホーム開幕戦に当たる7月7日の対巨人戦から放映を開始。ただし、阪神球団では上記の影響を踏まえて、放映の如何にかかわらず場内で観客が声を張り上げて「六甲おろし」を合唱する行為を2022年まで禁止していた。なお、2021年放映のバージョンでは、岡崎と丘みどり（兵庫県姫路市出身の演歌歌手）がツインボーカルを担当。2022年には3 - 7月期に出演者が毎月変わる歌唱映像を上映しているが、球団のtwitter公式アカウント上で実施する出演者予想のシルエットクイズ（応募したうえで予想を的中させたtwitterユーザーに球団公認の応援グッズを進呈する企画）と連動していることから、出演者の氏名・芸名はシーズン中の毎月末にクイズの正解を発表するまで伏せられていた。この企画は、場内における「六甲おろし」の合唱が条件付きで解禁される2023年も、レギュラーシーズンの開幕当初（3 - 4月期）から実施する。

#### 2016年版
リードボーカル・リードギター
- 西川貴教（T.M.Revolution）
- Char（リードギター）
- 水樹奈々

VTR出演
- 石坂浩二
- 石田純一
- 宇都宮まき
- NMB48（山本彩・薮下柊・木下春奈・川上千尋）
- 遠藤章造（ココリコ）
- 片岡愛之助
- 佐藤江梨子
- 佐藤隆太
- 佐渡裕
- 篠原信一
- 島田一の介
- 陣内智則
- 武豊
- 辰巳琢郎
- 千秋
- 月亭八方
- 堤真一
- トミーズ雅
- ヒロ寺平
- 増田英彦（ますだおかだ）
- 松村邦洋
- 渡部建（アンジャッシュ）

#### 2017年版
リードボーカル
- 矢井田瞳[37]
- 山本彩（NMB48）[38]

VTR出演
- 遠藤章造
- 陣内智則
- TAKUMA（10-FEET）
- Char
- 千秋
- 月亭八方
- トミーズ雅
- ヒロ寺平
- 増田英彦（ますだおかだ）
- 松村邦洋
- 水樹奈々
- 若旦那（湘南乃風）
- 渡部建（アンジャッシュ）

#### 2018年版
リードボーカル
- 水谷千重子[39]
- 若旦那[39]

VTR出演
- NMB48
- 遠藤章造
- 織田信成
- 陣内智則
- 千秋
- 月亭八方
- ティーナ・カリーナ
- トミーズ雅
- ヒロ寺平
- 松村邦洋
- 渡部建

#### 2019年版
VTR出演
- ウルフルケイスケ
- NMB48（村瀬紗英・川上千尋・谷川愛梨・山本彩加)
- 遠藤章造
- サンプラザ中野くん
- 陣内智則
- Char
- 千秋
- 月亭八方
- トミーズ雅
- 新羅慎二（若旦那）
- ヒロ寺平
- 増田英彦（ますだおかだ）
- 松村邦洋
- 水樹奈々
- 山本彩

アナウンサー
- サンテレビ - 『サンテレビボックス席』
  - 湯浅明彦
  - 木内亮
  - 橋本航介

- 毎日放送 - 『MBSベースボールパーク』
  - 井上雅雄
  - 藤林温子

- 朝日放送テレビ - 『キャスト』
  - 上田剛彦
  - 塚本麻里衣
  - 古川昌希

- テレビ大阪 - 『ナマ虎スタジアム』
  - 福谷清志
  - 前田拓哉
  - 川北円佳

- 関西テレビ - 『報道ランナー』
  - 新実彰平
  - 薄田ジュリア
  - 竹上萌奈
  - 片平敦

- 読売テレビ - 『朝生ワイド す・またん!』
  - 森たけし
  - 野村明大
  - 虎谷温子

#### 2020年版（タイガースバンド）
リードボーカル
- 水樹奈々[40]
- 岡崎体育[40]

その他のメンバー
- ウルフルケイスケ（ウルフルズ：ギター） - 「85th Special Edition六甲おろし」の編曲も担当
- TOMOMI（SCANDAL：ベース）
- RINA（SCANDAL：ドラム）

#### 2021年版
リードボーカル
- 岡崎体育[41]
- 丘みどり[41]

VTR出演
- 増田英彦（ますだおかだ）
- 岡本玲
- 廣瀬俊朗
- 加藤清史郎

#### 2022年版
VTR出演
- 3 - 4月期：高城れに（ももいろクローバーZ）[42]、徳永ゆうき[42]
- 5月期：丘みどり[43]、ウルフルケイスケ（ウルフルズ）[43]
- 6月期：はっとり（マカロニえんぴつ）[44]、岡本玲[44]
- 7月期：岡崎体育[45]、尾上右近[45]、もえのあずき[45]
  - 8月以降は、上記の人物が一堂に会した「オールスターバージョン」の映像を放映[46]。

#### 2023年版
VTR出演
- 3 - 4月期：丘みどり[47]、はっとり（マカロニえんぴつ）[47]
- 5月期：TAKUMA（10-FEET）[48]、川上千尋・坂下真心・平山真衣（NMB48）[48]
- 6月期：岡崎体育[49]、渡部優衣[49]
- 7月期：新羅慎二[注 15][50]、水樹奈々[50]
  - 8月以降は、上記の人物が一堂に会した「オールスターバージョン」の映像を放映[51]。

#### 2024年版
VTR出演
- 4月期：はっとり（マカロニえんぴつ）[52]、山本彩[52]
- 5月期：asmi[53]、岡崎体育[53]
- 6月期：TAKUMA（10-FEET）[54]、水樹奈々[54]
- 7月期：丘みどり[55]、新羅慎二[注 15][55]
  - 8月以降は、上記の人物が一堂に会した「オールスターバージョン」の映像を放映[56]。

## パロディ
広く世間で知られている本曲は数多くのパロディが存在する。

### ゲーム
スーパーファミコンソフト『初代熱血硬派くにおくん』では、「おおさか でんてつ こうしえん えき」のマップで六甲おろしをアレンジした楽曲が流れる。
スーパーファミコンソフト『制服伝説 プリティ・ファイター』および、その移植版であるセガサターンソフト『制服伝説 プリティ・ファイターX』においては、本作の登場キャラクターである緑川みなみが阪神ファンという設定であり、「大阪・道頓堀ステージ」において六甲おろしをアレンジした楽曲が流れる。

### アニメ
テレビアニメ『ポケットモンスター』第118話「ルーキーのチコリータ!」(1999年10月21日放送)において、阪神タイガースのパロディ球団であるコガネエレブーズの応援歌として、六甲おろしのパロディであると思われる『エレブーズの歌』が作中キャラのナナコによって歌唱されている。